# My (powieść)
My (tytuł oryginału: Мы) – powieść antyutopijna rosyjskiego pisarza Jewgienija Zamiatina napisana w 1920–1921. Pojawia się w niej temat utraty osobowości człowieka w społeczeństwie. 

## Problematyka utworu
Powieść jest klasycznym przykładem antyutopii. Państwo Jedyne, miejsce rozgrywania się akcji, to z pozoru raj na Ziemi. Wszyscy obywatele traktowani są jednakowo, nie ma tu miejsca na bogatych i biednych, na sławnych i tych, o których nikt nigdy nie usłyszy. Każdy mieszkaniec otrzymuje od Państwa dom, pracę, żywność oraz odzież. Władca dba o to, by nikomu niczego nie zabrakło – obywatele mają Godziny Osobiste, podczas których mogą spacerować i Godziny Seksualne, mające na celu zaspokojenie potrzeb fizycznych człowieka. Życie w Państwie toczy się według Dekalogu Godzinnego, który tak rozplanowuje dni mieszkańców, by nie mieli oni czasu na rzeczy zbędne. Ta pozorna sielanka nie jest jednak w stanie zagłuszyć natury człowieka i indywidualizmu. Dlatego też znajduje się grupa śmiałków, której prawie udaje się obalić reżim. Okazuje się, że Państwo Jedyne jest w niektórych obywatelach tak mocno zakorzenione, że jego idee wydają się być dla nich jedynymi słusznymi.
Zamiatin w swej powieści zwraca uwagę na następujące zagrożenia dla wolności:
- „Nie ma ja, jesteśmy my” – słowa te przewijają się przez całą powieść. W Państwie tym nie ma miejsca na indywidualizm, nie istnieje pojęcie jednostki;

- „Rezygnujemy z wolności żeby być szczęśliwymi” – podstawowa zasada Państwa – nie ma wolności. Wszyscy są własnością kraju, w którym żyją, nie mogą dobrowolnie podejmować decyzji o swoim życiu, wszystko jest im odgórnie narzucone – to, kiedy wstają, kiedy jedzą i kiedy się kochają;

- Dzień Jednomyślności – dzień wyborów. Brak jest tam podstawowych zasad demokratycznego wyboru – głosowanie jest jawne, jest tylko jeden kandydat, nikomu nie wolno wyłamać się z głosowania lub się nie stawić. Wybory są więc tylko formalnością, która zamienia się w uroczystość na cześć z góry znanego zwycięzcy;

- Szklane domy – są formą ograniczenia wolności osobistej. Żaden obywatel nie może żyć w budynku, w którym byłby niewidoczny dla Opiekunów, jego życie musi być poddawane nieustannej kontroli;

- Nielegalne macierzyństwo – kobietom nie wolno jest zachodzić w ciążę jeśli nie są do tego przydzielone. W Państwie nie ma prywatnych dzieci, nie ma żon, mężów i matek. Nikt nie ma własnej rodziny, bo wszyscy są dla siebie jedną wielką rodziną;

- Dekalog Godzinny – jedna ze świętości. Żaden obywatel nie może sam decydować o której godzinie położy się spać lub pójdzie na spacer. Nikt w państwie nie może też sobie wybrać zawodu, mieszkania. Jedyne, co mogą robić obywatele, to wybór osoby, z którą będą odbywać stosunki seksualne;

- Wyobraźnia najgorszą z chorób – mieszkańcom Państwa Jedynego nie może się nic śnić, bo sny to oznaka choroby psychicznej jaką jest wyobraźnia. Człowiek nie potrzebuje wyobraźni, nie musi przecież sam podejmować żadnych decyzji, wszystko robi za niego państwo. On jest tylko narzędziem wykonującym pracę;

- Urząd Opieki – miejsce składania donosów na obywateli. Każdy podlega nieustającej kontroli nie tylko ze strony Opiekunów ale też sąsiadów, znajomych, współpracowników. Szklane ściany mają w tym pomóc.

Bohater powieści, Д-503, jest o krok od wielkiej wewnętrznej przemiany. Poznajemy go w momencie, gdy jest zadowolonym, spełnionym mieszkańcem Państwa Jedynego. Na wszystkie wynalazki starożytności, jak wolność, wybory, indywidualizm, reaguje wręcz z oburzeniem. Uważa, że idea jego państwa jest jedyna, słuszna, najlepsza. A jednak, w miarę jak poznaje I-330 i rodzi się w nim miłość, dochodzi do zmiany jego przekonań. Д-503 nie czuje się już częścią jednolitej masy, co więcej, chce sam stanowić o swoim życiu, chce tworzyć z ukochaną rodzinę. Nie jest mu to jednak dane. Idee demokratyczne są mu zupełnie obce. Wychowywany w państwie totalitarnym, w którym nie ma miejsca na własne wybory, w którym wszelkie wartości antydemokratyczne są mocno wpajane od dziecka, nie jest na tyle silny, by walczyć o siebie. W krytycznym momencie, momencie wyboru, odzywają się w nim dawno zakorzenione idee Jedynego Państwa. Bojąc się kary, a przede wszystkim nowego świata i życia, w którym sam musiałby zadbać o dach nad głową, odzież, pożywienie, mężczyzna wybiera życie wygodne. Uważa, że wolność jest dobrą ceną za szczęście.

## Czas i miejsce akcji
Akcja powieści rozgrywa się w bliżej nieokreślonym czasie. Wiadomo, że jest to czas po "Wielkiej Wojnie Dwustuletniej", która rozegrała się pomiędzy miastem i wsią. Ze słów narratora można wywnioskować, iż jest to mniej więcej około XXX wiek. Charakterystyczne dla bohaterów powieści jest to, że wiek XX określają mianem starożytności. Miejsce akcji to Państwo Jedyne. Twór ten powstał po Wojnie Dwustuletniej, kiedy to szlaki i drogi zostały zarośnięte przez lasy. Państwo Jedyne odgrodzone jest od reszty świata w dwójnasób: po pierwsze – w sposób naturalny – lasami, po drugie – w sposób sztuczny – szklanym murem rażącym prądem. Cała ta podwójna fasada nazywana jest przez mieszkańców Zielonym Murem. Państwo Jedyne w niczym nie przypomina dawnych krajów. Całe zbudowane jest symetrycznie, na planie kwadratów i sześcianów. Domy, drogi, urzędy, wszystko to zbudowane jest ze szkła po to, aby Państwo miało pełną kontrolę nad obywatelem. W miejscu tym znajdują się różne instytucje, jak: Urząd Opieki, do którego przychodzi się ze wszelkimi donosami na nieprawidłowości wśród mieszkańców, Urząd Medycyny, czyli tamtejsze szpitale, audytoria, w których codziennie odbywają się wykłady i słuchowiska dla mieszkańców. Miejscem akcji staje się również Dom Starożytności, XX-wieczny dom zachowany jako muzeum dla potomnych.

## Bohaterowie
- Д-503 – główny bohater, wokół którego toczy się akcja powieści, jest on także jej narratorem. Mężczyzna 32-letni, pracujący przy budowie Integralu, statku kosmicznego, jako Pierwszy Konstruktor. Zanim w jego życie wkroczy I-330, prowadzi on uporządkowany żywot obywatela Państwa Jedynego. Razem ze swym przyjacielem, R-13, przypisany jest do obywatelki O-90, z którą odbywa stosunki w wyznaczone Dni Seksualne.

- I-330 – mieszkanka Państwa Jedynego. Nie wiadomo, jaki zawód wykonuje. Zostaje przywódczynią rewolucji mającej na celu wyzwolenie się spod panowania Dobroczyńcy. Nie kocha Д-503, zainteresowała się nim tylko dlatego, że konstruował Integral. Wciąga go jednocześnie w konspirację przeciw Państwu. Postać typu femme fatale.

- O-90 – przyjaciółka głównego bohatera. Kobieta spokojna, sentymentalna, uczuciowa. Prowadzi uporządkowane życie erotyczne z Д-503 i R-13. Tuż przed wybuchem rewolucji zachodzi w ciążę, co jest karane śmiercią. Główny bohater wraz z kochanką pomagają się jej bezpiecznie przedostać poza Zielony Mur.

- R-13 – poeta pracujący w Instytucie Poetów i Pisarzy Państwowych, przyjaciel głównego narratora z czasów szkolnych. Razem z I-330 jest jednym z „Mefi” – powstańców. Ginie na ulicach Państwa wkrótce po zamachu na Integral.

- S – Opiekun, pracownik Urzędu Opieki. Zachowuje się niczym cień głównego bohatera, przez co udaje mu się rozpracować spisek przeciw Państwu.

- Ю – pracowniczka Zakładu Wychowu Dzieci, kontrolerka. Kobieta zakochuje się w głównym bohaterze, dzięki czemu chroni go przed zagładą. To ona, po przeczytaniu notatek Д-503,   zdradza Opiekunowi plany „Mefi”.

- Dobroczyńca – władca Państwa Jedynego, wybierany ponownie na swój urząd w corocznym wyborach podczas Dnia Jednomyślności. Bezwzględny dyktator, który, w zamian za dawanie obywatelom stabilizacji i poczucia bezpieczeństwa, wymaga absolutnego posłuszeństwa.

## Streszczenie powieści
Akcja powieści rozpoczyna się na 120 dni przed ukończeniem budowy Integralu – statku kosmicznego, który zostanie wysłany na inne planety. W związku z tym każdy obywatel obowiązany jest do napisania utworu pochwalnego na cześć Państwa Jedynego. Główny bohater, Д-503, konstruktor Integralu, jako umysł ścisły postanawia pisać pamiętnik. Pewnego dnia, podczas spaceru ze swą przyjaciółką O-90, Konstruktor poznaje obywatelkę I-330. Kobieta wykazuje wyraźne zainteresowanie budowniczym, on jednak odczuwa do niej niechęć. 
Kilka dni później Д-503 dostaje od I-330 zaproszenie do muzeum. W Domu Starożytności mężczyzna czuje się nieswojo – brak przezroczystych ścian, pełno kolorów, przedmiotów. Nowa znajoma przebiera się w znalezione w szafie ubrania z XX wieku i zaczyna wypytywać mężczyznę czy nie miewa czasem wątpliwości co do słuszności idei Państwa. Ten jednak speszony czym prędzej wraca do domu. Tej samej nocy konstruktor ma pierwszy w życiu sen, który uznaje za oznaki choroby. Postanawia pójść następnego dnia do Urzędu Medycyny i do Opiekunów, donieść na I-330. Następnego dnia odwodzi go jednak od tego O-90, nazywając go szpiclem.
Parę dni później bohater uczestniczy w Święcie Sprawiedliwości, podczas którego Dobroczyńca dokonuje egzekucji zdrajcy. Obrzęd jest specyficzny, po straceniu nieszczęśnika wszyscy wiwatują i hołdują swemu władcy. Następnego dnia Д-503 otrzymuje list od I-330. Kobieta informuje go w nim, że się na niego zapisała. Choć początkowo mężczyzna żywi do niej urazę, później zaczyna się cieszyć na myśl o nowej kochance. Jeszcze tego samego wieczoru budowniczy spotyka się z nową przyjaciółką. Ta jednak, zamiast zacząć się z nim kochać, uwodzi go i kusi zakazanymi truciznami – papierosem i likierem.
Podczas wieczornej rozmowy z przyjacielem, R-13, bohater uświadamia sobie, że zakochał się w I-330. Wyrzuca przyjaciela z pokoju po tym, jak ten mu wyznaje, że miał z nią kiedyś kontakty seksualne.
Podczas jednego z mglistych poranków Д-503 otrzymuje od nowej znajomej telefon z prośbą o spotkanie. Kobieta zabiera go do znajomego lekarza, który wystawia im fałszywe zwolnienia lekarskie. Następnie para udaje się ponownie do Domu Starożytności, gdzie w przypływie emocji, bezprawnie dochodzi między nimi do zbliżenia. Po całym zajściu kobieta znika bez śladu. Tego samego dnia przyjaciela odwiedza O-90. Rozpoznaje po jego zachowaniu, że wydarzyło się coś ważnego.
Następnego dnia w pracy Д-503 dowiaduje się, że zeszłego dnia na teren budowy wkroczyli osobnicy bez numerów. Drugi Konstruktor przeczuwa, że w obywatelach coś zaczyna się zmieniać i że doprowadzi to do nieszczęścia.
Zakochany bohater nie może się doczekać kolejnych spotkań z wybranką. Ta jednak przepadła bez śladu. Kiedy mężczyzna wyczekuje na nią pod jej domem, przyłapuje go Opiekun S. Aby nie wpaść w tarapaty konstruktor tłumaczy, że jest chory i udaje się do Urzędu Medycyny. Tam dowiaduje się, że zapadł na nieuleczalną chorobę – wytwarza się w nim dusza. Otrzymane dwa dni zwolnienia mężczyzna ma przeznaczyć na uzdrawiające spacery. Podczas jednej z wędrówek do Domu Starożytności Д-503 o mało nie zostaje przyłapany przez S. Ratuje się on wejściem do szafy, w której mdleje. Kiedy się budzi okazuje się, że znalazł się w nieznanym sobie miejscu, gdzieś na terenie muzeum. Znajduje go znajomy lekarz i prowadzi do ukochanej. Kobieta umawia się z nim na potajemne spotkanie.
W nocy bohaterowi śni się, że wchodzi do swojej szafy i spotyka tam swoją wybrankę. Kiedy jednak zaczynają się całować kawałek szkła ją zabija. Po przebudzeniu Д-503 uświadamia sobie, że nie jest już częścią kolektywu, lecz odrębną jednostką. Wieczorem otrzymuje list, w którym O-90 informuje go, że zamierza się rozwieść.
W umówionym dniu I-330 nie przychodzi do bohatera. Przysyła mu tylko list ze swoim różowym talonem i prośbą, by zachowywał się tak, jakby jednak do niego przyszła. W ten sposób zapewni jej alibi. Wieczorem zjawia się O-90. Informuje przyjaciela, że wypisze się ze związku z Д-503, ale chce mieć po nim pamiątkę – dziecko. Mężczyzna, pomimo oporów, w końcu się zgadza.
Kilka dni później Д-503 odwiedza Ю, kontrolerka listów. Żaląc się na swoich podopiecznych wyznaje mężczyźnie, że chciałaby się zapisać do związku z nim.
Podczas jednego ze spacerów mieszkańcy przyglądają się skazańcom pod wieżą akumulacyjną. Jeden z nich wychyla się, za co zostaje porażony prądem. W proteście jedna z mieszkanek rzuca się na konwojentów, zostaje jednak schwytana. Myśląc, że jest to I-330, konstruktor biegnie jej z pomocą. Od kary za nieposłuszeństwo ratuje go S mówiąc, że jest on chory i że osobiście odprowadzi go do Urzędu Medycyny. Następnie poucza mężczyznę, by miał się na baczności.
Do Д-503 przychodzi I-330. Kobieta podziwia budowniczego za odwagę podczas incydentu na spacerze i stwierdza, że jest on już gotów na prawdę. Wyjawi mu ją dopiero po Dniu Jednomyślności.
W Dzień Jednomyślności Д-503 dostrzega na trybunach swoją wybrankę z R-13. Jest na nich zły za zdradę. Chwilę później okazuje się jednak, że mylił się co do nich. Podczas głosowania przeciw Dobroczyńcy I-330 razem z poetą i grupą innych śmiałków podnoszą ręce. Dochodzi do zamieszek. Ranną kobietę wynosi z trybun ukochany.
Po wydarzeniach poprzedniego dnia Д-503 boi się, że jego wspaniałe, bezpieczne, idealne państwo się rozpadło. W Gazecie Państwowej czyta jednak, że wszystko jest dobrze. Idąc do pracy w wielu miejscach widzi przyczepioną kartkę z napisem „Mefi”. Wtedy nie wie jeszcze co to oznacza.
O 16 Д-503 spotyka się z I-330. Kobieta zabiera go za Zielony Mur, gdzie żaden z mieszkańców nie był od wieków. Tam mężczyzna poznaje ludzi lasu. Przeżyli oni Wojnę Dwustuletnią, a żyjąc w lesie przystosowali się do warunków – wyrosła im sierść. Nazywają się Mefi i, podobnie jak grupa obywateli, chcą wyzwolenia Państwa Jedynego. Planują rozbicie Muru i uprowadzenie Integralu.
Do pokoju Д-503 wpadają I-330 i Ю. Wybranka budowniczego jest oburzona faktem, iż kontrolerka, chcąc chronić konstruktora, nie pozwala jej się z nim spotykać. Mężczyzna wyrzuca z pokoju opiekunkę dzieci. Rozmowę kochanków przerywa jeden z powstańców informując, że za chwilę w pokoju Д-503 będą Opiekunowie. Partyzantom udaje się uciec, konstruktor unika uwięzienia.
Kilka dni później bohater spotyka O-90. Kobieta jest dumna z coraz większego brzucha, nie boi się kary za nieposłuszeństwo. Д-503 proponuje jej ucieczkę za Mur, jednak ona odmawia pomocy ze strony rywalki.
I-330 namawia konstruktora na udział w rewolucji. Za dwa dni, podczas próbnego lotu Integralu, Mefi go uprowadzą i będą żyć wolni. Plany te zostają jednak pokrzyżowane. Urząd Medycyny odkrył, że źródłem nieszczęść w Państwie jest wyobraźnia. Dobroczyńca nakazuje wszystkim mieszkańcom poddać się Wielkiej Operacji usunięcia chorego tworu.
O-90 ponownie prosi przyjaciela o pomoc. Chce wychować swoje dziecko. Kobieta zostaje przetransportowana za Zielony Mur. Podczas próbnego lotu wychodzi na jaw spisek Mefi. Integralu nie udaje się uprowadzić. I-330 o zdradę obwinia Д-503.
Bohater domyśla się, że o planach rewolucji doniosła  Ю. Postanawia ją zabić. Jego plany przerywa jednak telefon od Dobroczyńcy. Д-503 ma się u niego natychmiast stawić.
Podczas wizyty u władcy okazuje się, że państwo od dawna wiedziało o zamachu stanu. Budowniczy ucieka z pokoju Dobroczyńcy. Następnego dnia, podczas śniadania dochodzi do wysadzenia Zielonego Muru. Д-503 próbuje odnaleźć swoją ukochaną, zastaje jednak w jej pokoju jedynie porozrzucane różowe kupony. Rankiem w pokoju Д-503 zjawia się jego wybranka. Mężczyzna tłumaczy jej, że to nie on zdradził. Para żegna się. Konstruktor postanawia udać się do Urzędu Opieki. Tam opowiada o wszystkim S. Wieczorem zostaje złapany i odwieziony na Wielką Operację.
Po Wielkiej Operacji Д-503 zasiada u boku Dobroczyńcy i uczestniczy w procesie rewolucjonistów. Nie pamięta swojej ukochanej, choć kobieta wydaje mu się znajoma. Przesłuchiwani zostają skazani na śmierć, którą Dobroczyńca wykona następnego dnia.

## Wydania polskie
- „My”, tłum. Barbara Sentencja, Niezależna Oficyna Wydawnicza „Nowa”, Warszawa 1985 (wydanie podziemne)
- „My”, tłum. Adam Pomorski, Wydawnictwo Alfa, Warszawa 1989, ISBN 83-7001-293-0
- „My”, tłum. Adam Pomorski, Wydawnictwo Rebis, 2020.